# Al Dibs
 (juin 2008).
Al Dibs est un village situé dans la province de kirkouk au nord-est de l'Irak.